# 大耗子岛
大耗子岛位于中国东北地区辽东半岛东侧的黄海中，是长山群岛外长山列岛中的一座岛屿，位于獐子岛以东5.4千米处，属于辽宁省长海县獐子岛镇大耗村管辖。

## 地理
大耗子岛长2千米，宽1.6千米，海岸线长8.1千米，陆域面积1.921平方千米，最高点位于岛西南部，海拔162.1米。